# 2100
Cette page concerne l'année 2100  du calendrier grégorien.  Pour le nombre 2100, voir 2100 (nombre).
L'année 2100 est une année séculaire et une année commune qui commence un vendredi.
En toutes lettres, 2100 s'écrit : « deux mille cent ».
L'année 2100 est une année commune du calendrier grégorien qui commence un vendredi, c'est la 2100e année de notre ère, la 100e année du IIIe millénaire et dernière du XXIe siècle et la première année de la décennie 2100-2109.
L’année 2100 étant une année bissextile dans le calendrier julien, l’écart entre le calendrier julien et le calendrier grégorien s’accroît donc d’un jour pour passer de 13 à 14 jours durant l’année 2100 du calendrier grégorien et précisément le 1er mars 2100 du calendrier grégorien (lendemain du 28 février 2100).

## Autres calendriers
L'année 2100 du calendrier grégorien correspond aux dates suivantes :
- Calendrier berbère : 3049 / 3050
- Calendrier chinois : 4797 / 4798
- Calendrier hébraïque : 5860 / 5861 (le 1er tishri 5861 a lieu le 4 octobre 2100[1])
- Calendrier indien : 2021 / 2022 (le 1er chaitra 2022 a lieu le 22 mars 2100[1])
- Calendrier musulman : 1523 / 1524 (le 1er mouharram 1524 a lieu le 12 mars 2100[1])
- Calendrier persan : 1478 / 1479 (le 1er farvardin 1479 a lieu le 21 mars 2100[1])
- Calendrier républicain : 308 / 309 (le 1er vendémiaire 309 a lieu le 22 septembre 2100[1])
  - Jours juliens : 2 488 069,5 à 2 488 434,5[2],[1]

## Événements
- Dernière année du XXIe siècle.